# Зиззо, Даниэль
Даниэль Зиззо (англ. Daniel Zizzo) — экономист, специализирующийся на поведенческой и экспериментальной экономике.

## Биография
Закончил университет Палермо в 1994 году с отличием. Потом получил магистерскую степень, а за ней и степень доктора философии по экономике в Оксфорде в 1997 году и 2000 году соответственно. Там же и работал до 2004 года, потом работал в UEA до 2014 года где занимал должность главы школы экономики с 2008 года После ухода из UEA стал преподавать в университете Ньюкасла на факультете гуманитарных и социальных наук.

## Научные интересы
Поведенческий и экспериментальный экономист. Область исследований довольно широка и включает в себя поведенческую и когнитивную теорию игр, социальные предпочтения, доверие и методологию экспериментальной экономики, «подталкивание» и многое другое.

## Карьера
- 2002—2004 — Оксфорд, где занимался ограниченной рациональностью в экономическом поведении
- 2004—2008 — директор приёмной комиссии в UEA
- 2008—2014 — глава школы экономики в UEA
- 2014—2018 — глава отдела исследований и инноваций в университете Ньюкасла на факультете гуманитарных и социальных наук
- 2018 — наст. время — декан школы экономики университета Квинсленда

## Интересные факты
Входит в топ-5 % экономистов по академическому влиянию по данным RePec, а также в топ-0,7 % по количеству загрузок среди примерно 400 000 социологов на SSRN.